# Jessica Steffens
Jessica Marie Steffens (São Francisco, 7 de abril de 1987) é uma jogadora de polo aquático estadunidense, campeã olímpica e mundial e bicampeã pan-americana. É irmã mais velha da também jogadora Maggie Steffens.

## Carreira
Steffens disputou duas edições de Jogos Olímpicos pelos Estados Unidos: 2008 e 2012. Em sua primeira aparição, em Pequim, conquistou a medalha de prata e quatro anos depois, em Londres, obteve a medalha de ouro.